# Casimir Funk
Casimir Funk o Kazimierz Funk va ser un bioquímic d'origen polonès generalment acreditat com un dels primers a formular (el 1912) el concepte de vitamines, que ell anomenava amines vitals o vitamines.

## Biografia
Va néixer a Varsòvia el 23 de febrer de 1884, fill d'un metge especialista en dermatologia. El 1904, a l'edat de vint anys, es va doctorar en química a la Universitat de Berna. En la seva primera carrera, va treballar com a bioquímic a l'Institut Pasteur, a l’Hospital Municipal de Wiesbaden, a la Universitat de Berlín i a l'Institut Lister. Funk va emigrar a l'estat de Nova York el 1915, movent-se d'anada i tornada entre els Estats Units i Europa fins a la Segona Guerra Mundial. Després de treballar en aquest país durant diversos anys, es va convertir en ciutadà dels EUA el 1920.
Funk era d’origen jueu. Un reportatge retrospectiu d'una agència de notícies britànica va afirmar que, tot i estudiar a uns quants països europeus en un context de creixent antisemitisme domèstic, va aconseguir els seus objectius col·legiats, sense cap obstacle específic que dificultés els seus esforços en aquestes diverses institucions.

## Carrera

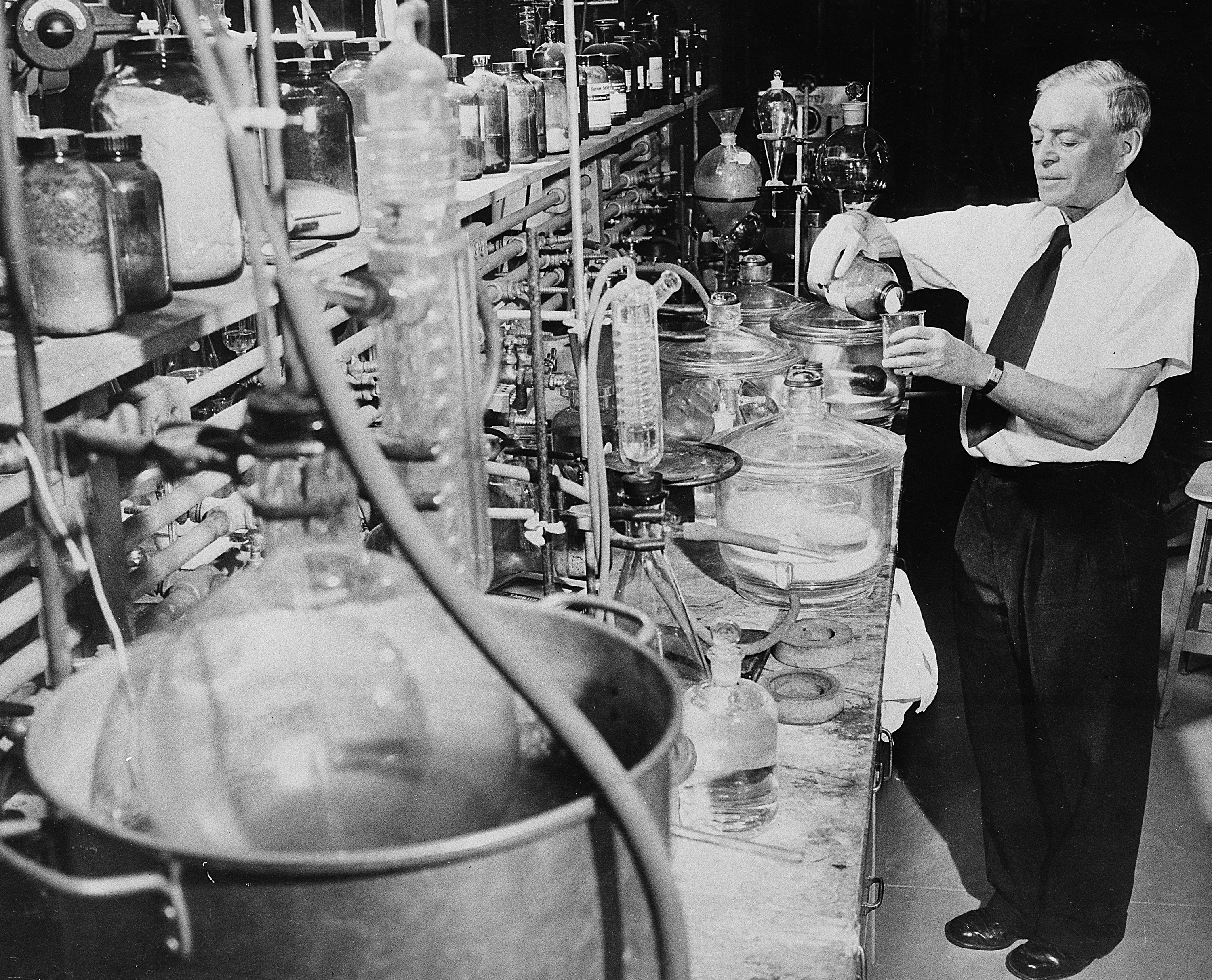
El doctor Casimir Funk al seu laboratori d'investigació a la ciutat de Nova York el 1953.

Després de llegir un article de l'holandès Christiaan Eijkman que indicava que les persones que menjaven arròs integral eren menys vulnerables al beri-beri que les que menjaven només el producte mòlt, Funk va intentar aïllar la substància responsable i ho va aconseguir. Com que aquesta substància contenia un grup amina, el va anomenar vitamina (del llatí vita: vida i amina: necessari per a la vida). Més tard es coneixia com a vitamina B₃ (niacina), tot i que va pensar que seria tiamina (vitamina B1) i la va descriure com a factor anti-beri-beri. El 1911 va publicar el seu primer article en anglès, sobre la dihidroxifenilalanina. Funk estava segur que existia més d'una substància com la vitamina B1, i en el seu article de 1912 per al Journal of State Medicine, va proposar l'existència d'almenys quatre vitamines: una que prevenia el beriberi (antiberiberi); una que prevé l'escorbut (antiescorbutic); una que prevé la pel·lagra (antipel·làgrica); i una de prevenció del raquitisme (antiraquitica). A partir d'aquí, Funk va publicar un llibre, The Vitamines, el 1912, i més tard aquell any va rebre una Beit Fellowship per continuar la seva recerca.
Funk va proposar la hipòtesi que altres malalties, com ara el raquitisme, la pel·lagra, la celiaquia i l'escorbut també es podrien curar amb vitamines.
Funk va ser un dels primers investigadors del problema de la pel·lagra. Va suggerir que un canvi en el mètode de mòlta de blat de moro era el responsable de l'esclat de la pel·lagra, però no es va prestar atenció al seu article sobre aquest tema.
La e al final de vitamina es va eliminar més tard, quan es va adonar que les vitamines no necessiten ser amines que contenen nitrogen.
Va postular l'existència d'altres nutrients essencials, que es coneixien com a vitamines B1, B₂, C i D.
El 1936 va determinar l'estructura molecular de la tiamina, encara que no va ser el primer a aïllar-la.
Funk també va dur a terme investigacions sobre hormones, diabetis, úlceres pèptiques i la bioquímica del càncer.
Després de tornar als Estats Units, el 1940 esdevingué president de la Funk Foundation for Medical Research. Va passar els seus últims anys estudiant les causes de les neoplàsies (càncers).
Es va nacionalitzar estatunidenc i va morir a Nova York el 19 de novembre de 1967.
La nova substància anomenada A descoberta pel Dr. McCollum seria agregada a la paraula Vitamina, donant origen a la Vitamina A; el mateix va passar amb la nova substància anomenada B o Tiamina descoberta pel Dr. Robert Williams el 1936, donant origen a la Vitamina B.

## Premi Funk
L'Institut Polonès de les Arts i les Ciències d'Amèrica (PIASA) premia anualment els científics polonesos-americans amb el Premi Casimir Funk de Ciències Naturals. Entre els guanyadors trobem els Premis Nobel Roald Hoffmann, Aleksander Wolszczan, Hilary Koprowski, Peter T. Wolczanski, Wacław Szybalski, Zbyszek Darzynkiewicz i Benoît Mandelbrot.

## Llegat
S'ha destacat que la carrera acadèmica de Funk va incloure servir a l'Institut Lister de Medicina Preventiva a Londres, Anglaterra i a l'Institut Pasteur a París, França, mentre que, a més, va treballar amb empreses comercials com la US Vitamin & Pharmaceutical Corp. A la seva mort, el estatunidenc La publicació Time va destacar tant Funk com Elmer Verner McCollum, aquest últim conegut pel seu descobriment de la vitamina A i altres esforços, com a llegats significatius en importància quotidiana per a medicina, amb l'organització de notícies lloant Funk com a pioner. Time també va comentar positivament el caràcter personal de Funk com a «investigador [que] va centrar la seva intensa curiositat en altres camps» donat el seu estatus. Un llibre de text mèdic distribuït l'any 1997 per Taylor & Francis va afirmar que el llançament de Funk de la seva publicació emblemàtica en vitamines el 1912 havia creat internacionalment una teoria [que] va proporcionar un nou concepte per interpretar esdeveniments relacionats amb la dieta.
Fora de la investigació relacionada amb les vitamines, la història de la carrera de Funk s'ha descrit que també ha ampliat significativament el coneixement de les hormones sexuals de la humanitat. Una anàlisi retrospectiva de la publicació britànica The Independent l'any 2024 va afirmar que els descobriments de Funk com a conjunt de treballs generals, especialment pel que fa a la nutrició, «han ajudat a la salut de moltes persones i han portat a la cura de diverses persones que amenacen la vida». Un membre de la família de Funk, també, ha acceptat un premi del Saló de la Fama de la Nutrició atorgat al bioquímic a títol pòstum.

## Reconeixement
L’Institut Polonès de les Arts i les Ciències d'Amèrica (PIASA) premia anualment els científics polonesos-americans amb el Premi Casimir Funk de Ciències Naturals. Els guanyadors anteriors han inclòs el Premi Nobel Roald Hoffmann, Aleksander Wolszczan, Hilary Koprowski, Peter T. Wolczanski, Wacław Szybalski, Zbyszek Darzynkiewicz i Benoit Mandelbrot.
Un Google Doodle va commemorar el 140è aniversari de Funk el 23 de febrer de 2024 juntament amb la propietat de la seva família i els seus diferents esforços. Això va incloure treballar amb Erik Funk, el net de Casimir Funk, que va elogiar les accions de la companyia.